# Atletica leggera ai Giochi della XXVI Olimpiade - Lancio del disco femminile

Video della Finale

Il lancio del disco ha fatto parte del programma femminile di atletica leggera ai Giochi della XXVI Olimpiade. La competizione si è svolta nei giorni 28-29 luglio 1996 allo Stadio Olimpico del Centenario di Atlanta.

## Presenze ed assenze delle campionesse in carica
| Competizione         | Atleta              | Prestazione | Atlanta 1996 |
| -------------------- | ------------------- | ----------- | ------------ |
| Olimpiadi 1992       | Maritza Martén      | 70,06 m     | Presente     |
| Commonwealth 1994    | Daniela Costian     | 63,72 m     | Presente     |
| Goodwill Games 1994  | Bárbara Hechavarría | 64,84 m     | Presente     |
| Europei 1994         | Ilke Wyludda        | 68,72 m     | Presente     |
| Coppa del mondo 1994 | Ilke Wyludda        | 65,30 m     | Presente     |
| Asiatici 1994        | Min Chunfeng        | 62,52 m     | Non selez.   |
| Panamericani 1995    | Maritza Martén      | 61,22 m     | Presente     |
| Mondiali 1995        | Ėlina Z'verava      | 68,64 m     | Presente     |
|                      |                     |             |              |
| Mondiali junior 1992 | Bao Dongying        | 58,34 m     | Non selez.   |

## La gara
Qualificazione: le atlete che ottengono la misura sono esattamente 12. Il miglior lancio è di Ilke Wyludda con 66,78. Fallisce clamorosamente l'accesso alla finale la campionessa in carica Maritza Martén, cui non bastano 60,08 metri.

Finale: Ilke Wyludda va in testa fin dal primo lancio con 68,02. Al secondo turno il suo disco arriva addirittura vicino alla fettuccia dei 70 metri: 69,66. È anche il primato stagionale. Alla fine della gara i suoi cinque lanci validi saranno migliori dei lanci di tutte le altre concorrenti.

La campionessa del mondo, Ėlina Z'verava, non va oltre 65,64 che non sono sufficienti per l'argento, che va alla russa Natal'ja Sadova con 66,48 al quarto tentativo. Da notare il margine tra la prima e la seconda: oltre tre metri, il più largo margine degli ultimi quarant'anni. Era infatti dalle Olimpiadi del 1952 che non si registrava un così ampio distacco tra la prima e la seconda classificata.

## Risultati

### Qualificazioni
Si qualificano per la finale le concorrenti che ottengono una misura di almeno 62,00 m; in mancanza di 12 qualificate, accedono alla finale le concorrenti con le 12 migliori misure.

### Finale
Centennial Olympic Stadium, mercoledì 29 luglio.

Le migliori 8 classificate dopo i primi tre lanci accedono ai tre lanci di finale.
| Pos     | Atleta                    | Paese       | 1ª prova | 2ª prova | 3ª prova | 4ª prova | 5ª prova | 6ª prova | Misura  | Note |
| ------- | ------------------------- | ----------- | -------- | -------- | -------- | -------- | -------- | -------- | ------- | ---- |
| Oro     | Ilke Wyludda              | Germania    | 68,02 m  | 69,66 m  | 66,70 m  | 67,86 m  | 67,34 m  | x        | 69,66 m |      |
| Argento | Natal'ja Sadova           | Russia      | 62,04 m  | 65,66 m  | 63,34 m  | 66,48 m  | 65,72 m  | 65,82 m  | 66,48 m |      |
| Bronzo  | Ėlina Z'verava            | Bielorussia | 63,96 m  | 65,64 m  | 65,64 m  | 63,02 m  | 64,10 m  | 64,84 m  | 65,64 m |      |
| 4       | Franka Dietzsch           | Germania    | 64,22 m  | 65,48 m  | 63,90 m  | 63,56 m  | x        | x        | 65,48 m |      |
| 5       | Xiao Yanling              | Cina        | 56,90 m  | 63,34 m  | 63,72 m  | 60,86 m  | 64,72 m  | x        | 64,72 m |      |
| 6       | Ol'ga Burova-Černjavskaja | Russia      | 64,70 m  | 64,06 m  | x        | 64,20 m  | 61,40 m  | x        | 64,70 m |      |
| 7       | Nicoleta Grasu            | Romania     | 61,12 m  | 63,28 m  | x        | 59,92 m  | 62,78 m  | 63,26 m  | 63,28 m |      |
| 8       | Lisa-Marie Vizaniari      | Australia   | 62,48 m  | x        | 59,62 m  | 60,32 m  | x        | 59,96 m  | 62,48 m |      |
| 9       | Mette Bergmann            | Norvegia    | 59,48 m  | x        | 62,28 m  |          |          |          | 62,28 m |      |
| 10      | Teresa Machado            | Portogallo  | 61,38 m  | 60,48 m  | 60,02 m  |          |          |          | 61,38 m |      |
| 11      | Anja Möllenbeck           | Germania    | 61,16 m  | 60,76 m  | 59,48 m  |          |          |          | 61,16 m |      |
| 12      | Iryna Jatčanka            | Bielorussia | x        | 57,76 m  | 60,46 m  |          |          |          | 60,46 m |      |